# Sorella Radio

Maria Luisa Boncompagni

Sorella Radio fu una delle più longeve trasmissioni radiofoniche della RAI.
In onda sulla Rete Rossa a partire dal sabato 24 febbraio 1951 dalle 15:45 alle 16:25, nasceva da una vecchia trasmissione dedicata ai malati Radio Igea. Presentato da Silvio Gigli, il programma continuò almeno fino al 1970 con la conduzione di Corrado. L'ultima puntata andò in onda il 30 dicembre 1977. Il programma veniva trasmesso settimanalmente da Ospedali e Case di cura, con l'intervento di attori e artisti vari.
In esso si alternavano conversazioni, scenette e si esibivano cantanti come Rino Loddo, Giorgio Onorato, Rino Salviati e complessi musicali emergenti.
All'inizio i testi erano curati da Michele Galdieri, successivamente da Antonio Amurri, Isidori, ed altri. Fra le partecipazioni Maria Luisa Boncompagni, che introduceva l'inizio del programma, era stata la prima annunciatrice della Radio italiana.